# Diga di Curnera
La diga di Curnera è una diga ad arco situata in Svizzera, nel Canton Grigioni, nel comune di Tujetsch.

## Descrizione
Ha un'altezza di 153 metri e il coronamento è lungo 350 metri. È l'ottava più alta della Svizzera. Il volume della diga è di 562.000 metri cubi.
Il lago creato dallo sbarramento, il lai da Curnera ha un volume massimo di 41,1 milioni di metri cubi, una lunghezza di 2 km e un'altitudine massima di 1956 m s.l.m. Lo sfioratore ha una capacità di 160 metri cubi al secondo.
Le acque del lago vengono sfruttate dall'azienda Ovra Electrica Rein Anteriur.

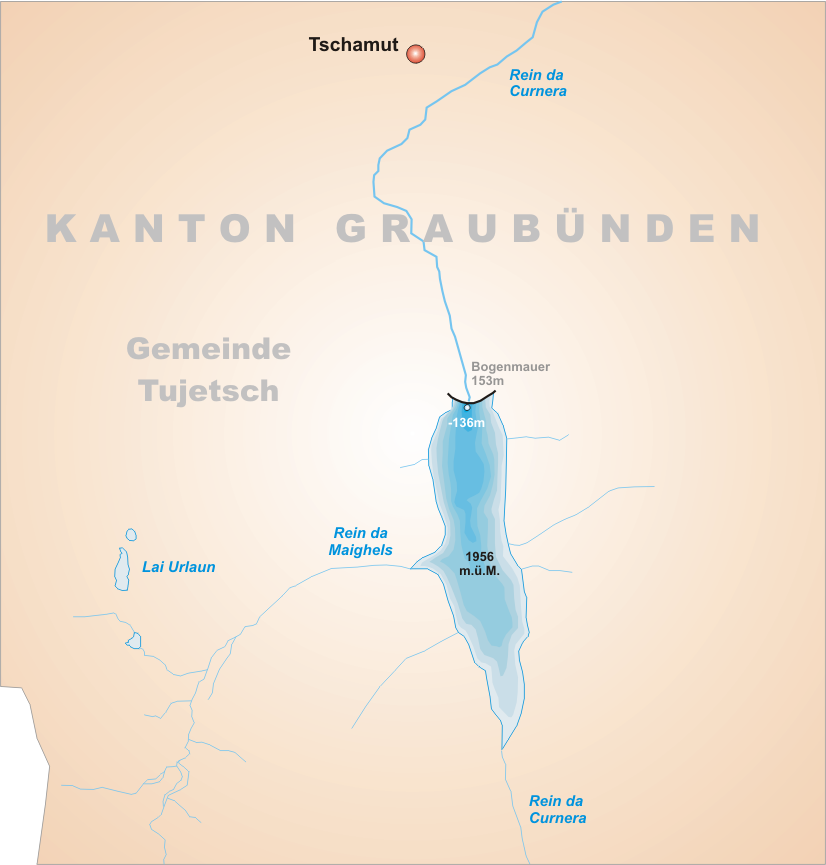
Mappa del lago